# 황충 (메뚜기)

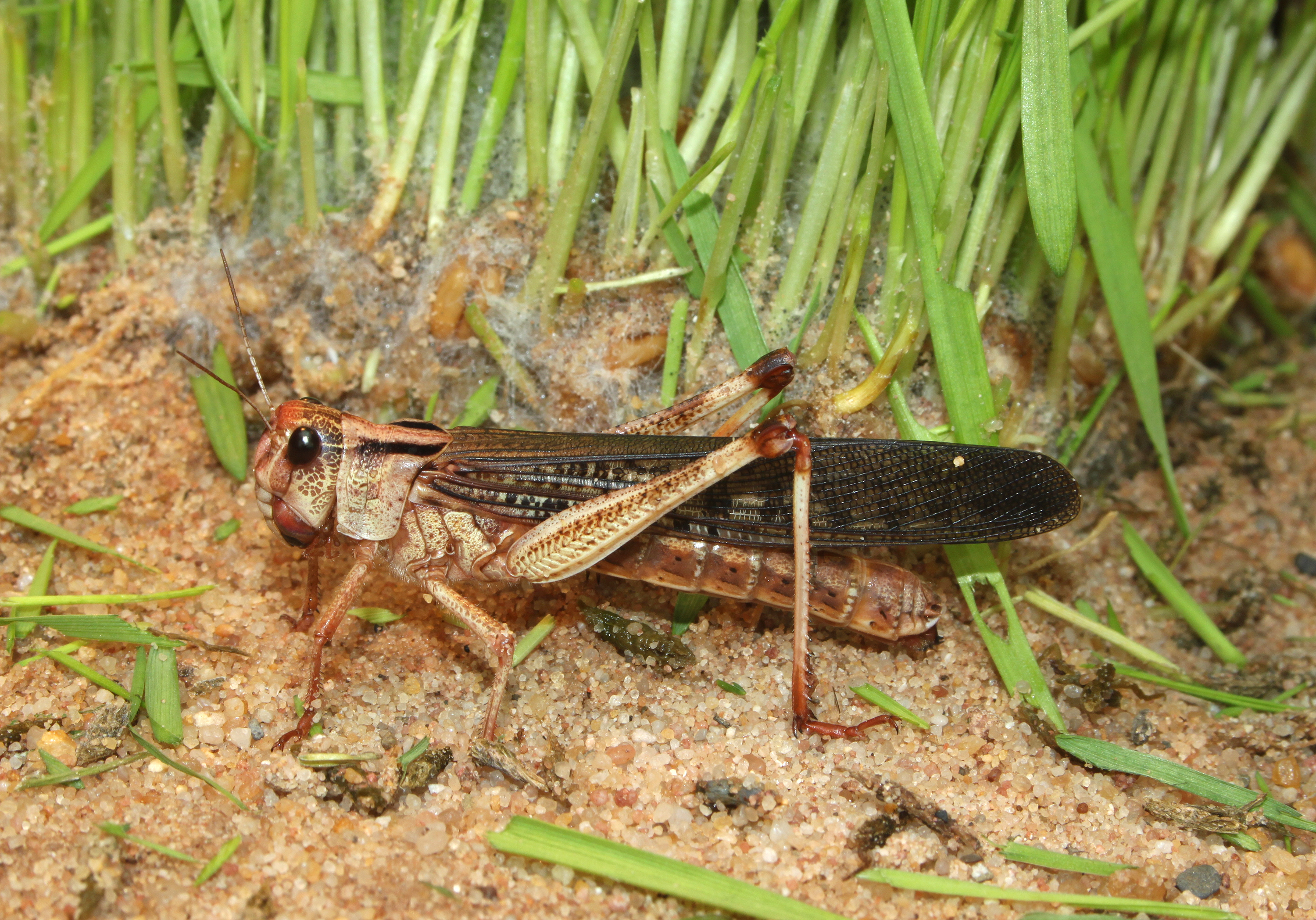

황충(蝗蟲, locust)은 메뚜기과에 속하는 다양한 종의 짧은 뿔 그래스호퍼가 떼를 짓고 공격성을 띠게 된 것이다. 이 곤충들은 대개 혼자 생활하지만, 특정 상황에서는 개체수가 더 많아지고 행동과 습관이 바뀌어 군집하게 된다. 황충과 일반 메뚜기 사이에는 분류학적 구별이 없다. 정의의 기초는 종이 간헐적으로 적합한 조건에서 무리를 형성하는지 여부이다. 이것은 5개의 서로 다른 매캐리 아과에서 적어도 18속으로 구성된 여러 계통에서 독립적으로 진화했다.
일반적으로 이러한 메뚜기는 무해하고 그 수가 적으며 농업에 큰 경제적 위협을 가하지 않는다. 그러나 적합한 가뭄 조건과 빠른 식물 성장 하에서 뇌의 세로토닌은 극적인 변화를 촉발한다. 즉, 개체수가 충분히 밀도가 높아지면 번식력이 풍부해지고 군집적으로 된다. 이 곤충들은 나중에 날개 달린 성충 떼가 되는 날개 없는 님프 무리를 형성한다. 밴드와 떼 모두 이리저리 움직이며 빠르게 들판을 벗겨내고 농작물에 피해를 준다. 성인은 강력한 전단지이다. 이들은 먼 거리를 이동할 수 있으며 떼가 정착하는 곳마다 대부분의 녹색 초목을 소비한다.
황충은 선사 시대부터 재난이었다. 고대 이집트인들은 이를 무덤에 새겼으며 곤충은 일리아드, 마하바라타, 성경 및 쿠란에 언급되어 있다. 황충 떼는 농작물을 파괴하고 기근과 인간 이주를 초래했다. 최근에는 농업 관행의 변화와 메뚜기 번식지에 대한 감시 강화로 초기 단계의 통제 조치가 가능해졌다. 전통적인 메뚜기 방제는 땅이나 공중에서 살충제를 사용하지만, 새로운 생물학적 방제 방법이 효과적인 것으로 입증되었다.
20세기에 집단 행동이 감소했지만, 현대의 감시 및 통제 방법에도 불구하고 집단은 여전히 형성될 수 있다. 적절한 기상 조건이 발생하고 경계가 소홀하면 전염병이 발생할 수 있다.
황충이 되는 메뚜기는 대형 곤충으로 동물학 연구 및 교실 학습에 편리하다. 이 곤충들은 인간이 먹을 수 있다. 이들은 역사 전반에 걸쳐 먹혀왔으며 많은 나라에서 진미로 간주된다.

## 같이 보기
- 주기매미